# Primula petrocallis
Primula petrocallis är en viveväxtart som beskrevs av F.W. Chen och C.M. Hu. Primula petrocallis ingår i släktet vivor, och familjen viveväxter. Utöver nominatformen finns också underarten P. p. glabrata.